# Рамі Жріді
Рамі Жріді (фр. Rami Jridi, нар. 25 квітня 1985, Туніс) — туніський футболіст, воротар клубу «Есперанс».
Виступав, зокрема, за клуб «Сфаксьєн», а також національну збірну Тунісу.

## Клубна кар'єра
У дорослому футболі дебютував 2006 року виступами за команду клубу «Есперанс», в якій провів один сезон. 
Згодом з 2007 по 2012 рік грав у складі команд клубів «Есперанс Зарзіс», «Етуаль Крам», «Джендуба Спорт», «Гафса» та «Стад Тунізьєн».
Своєю грою за останню команду привернув увагу представників тренерського штабу клубу «Сфаксьєн», до складу якого приєднався 2012 року. Відіграв за сфакську команду наступні шість сезонів своєї ігрової кар'єри. Більшість часу, проведеного у складі «Сфаксьєна», був основним голкіпером команди.
До складу клубу «Есперанс» приєднався 2018 року. Станом на 17 грудня 2019 року відіграв за команду зі столиці Тунісу 19 матчів в національному чемпіонаті.

## Виступи за збірну
2011 року дебютував в офіційних матчах у складі національної збірної Тунісу.
У складі збірної був учасником Кубка африканських націй 2012 року у Габоні та Екваторіальній Гвінеї, Кубка африканських націй 2017 року у Габоні.

## Титули і досягнення
- Володар Кубка Тунісу (2): 2006, 2007
- Переможець Чемпіонату африканських націй: 2011